# Малышево (Монастырщинский район)
Малышево — деревня в Монастырщинском районе Смоленской области России. Входит в состав Александровского сельского поселения. По состоянию на 2007 год постоянного населения не имеет. 
Расположена в западной части области в 9 км к северо-западу от Монастырщины, в 47 км западнее автодороги А141 Орёл — Витебск, на берегу реки Медведок. В 49 км восточнее деревни расположена железнодорожная станция Починок на линии Смоленск — Рославль.

## История
В годы Великой Отечественной войны деревня была оккупирована гитлеровскими войсками в июле 1941 года, освобождена в сентябре 1943 года.